# روبن هاردي (كاتبة أمريكية)
روبن هاردي (بالإنجليزية: Robin Hardy)‏ (1955)؛ روائية أمريكية.